# Meißenheim
Meißenheim è un comune tedesco di 4 066 abitanti,  situato nel land del Baden-Württemberg.